# لوچیا گوتساردی
لوچیا گوتساردی (ایتالیایی: Lucia Guzzardi؛ زادهٔ ۱ ژانویهٔ ۱۹۲۷) بازیگر اهل ایتالیا است. وی از سال ۱۹۵۹ میلادی تاکنون مشغول فعالیت بوده است.
از فیلم‌ها یا مجموعه‌های تلویزیونی که وی در آن‌ها نقش داشته است، می‌توان به مأموران مخفی ویژه، به خاطر رزانا، شبح اپرا، بخور عبادت کن عشق بورز، راهنمای عشق ۳ و زولندر ۲ اشاره نمود.